# Hapalogaster cavicauda
Hapalogaster cavicauda is een tienpotigensoort uit de familie van de Hapalogastridae. De wetenschappelijke naam van de soort is voor het eerst geldig gepubliceerd in 1859 door Stimpson.